# Jakobus de Mindere
Jakobus de Mindere (Grieks: Ἰάκωβος ὁ μικρός, Iakōbos ho mikros) of Jakobus de jongere is een persoon in het Nieuwe Testament. In Marcus 15:40 wordt hij de zoon van Maria genoemd, een van de drie Maria's die toekeken toen Jezus aan het kruis hing, en de broer van Joses (of Josef - Matteüs 27:56). Verder is niets over deze Jakobus bekend.
Deze Jakobus wordt soms gelijkgesteld met Jezus' broer en apostel Jakobus de Rechtvaardige. De redenering hierachter is dat Maria (moeder van Jezus) zeker aanwezig was toen Jezus aan het kruis hing (Johannes 19:25). Aangezien zij zeker niet Maria Magdalena of "de moeder van de zonen van Zebedeüs" (Matteüs 27:56) was, moet zij wel de Maria zijn die de moeder was van "Jakobus de jongere" en Joses/Josef. In dat geval moet Jakobus de jongere wel de broer van Jezus zijn. Dit is in lijn met de vermelding dat Jezus twee broers had die Jakobus en Joses heetten (Marcus 6:3).
Hij wordt soms ook gelijkgesteld met de apostel Jakobus (zoon van Alfeüs). En in sommige interpretaties duiden Jakobus de Mindere, Jakobus de Rechtvaardige en Jakobus de zoon van Alfeüs allen dezelfde persoon aan.